# ニホンアナグマ
ニホンアナグマ（Meles anakuma）は、食肉目イタチ科アナグマ属に分類される食肉類。標準和名はアナグマ。

指は前肢、後肢ともに5本あり、親指はほかの4本の指から離れていて、爪は鋭い。体型はずんぐりしている。

食性はタヌキとほとんど同じである。特にミミズやコガネムシの幼虫を好み、土を掘り出して食べる。

巣穴は自分で掘る。

ため糞をする習性があるが、タヌキのような大規模なものではなく、規模は小さい。

本種は擬死（狸寝入り）をし、薄目を開けて動かずにいる。
古くから日本ではタヌキ、ハクビシンなどとともにムジナ（貉、狢）と呼ぶ。

## 分布
日本の本州（下北半島の山地から）､四国、小豆島、九州地域の里山に棲息する。11月下旬から4月中旬まで冬眠するが、地域によっては冬眠しないこともある。
模式標本の産地（模式産地）は長崎。

## 形態
体長は40 - 60センチメートル程度。尾長11.6 - 14.1センチメートル。体重12 - 13キログラム。地域や個体差により、かなり異なる。
歯列は門歯が上下6本、犬歯が上下2本、臼歯が上下6本、大臼歯が上顎2本、下顎4本で計34本。

## 分類
ユーラシアアナグマMeles melesの亜種とされていたが、2002年に陰茎骨の形状から独立種とする説が提唱された。

## 生態

### 1年の生活
1日の平均気温が10℃を超える頃になると冬眠から目覚める。春から夏にかけては子育ての時期であり、夏になると子どもを巣穴の外に出すようになる。秋になると子どもは親と同じくらいの大きさまで成長し、冬眠に備えて食欲が増進し、体重が増加する。秋は子別れの時期でもある。冬季は約5ヶ月間冬眠するが、睡眠は浅い。

### メスの子ども（娘）との同居
秋は子別れの時期であるが、母親はメスの子ども（娘）を1頭だけ残して一緒に生活し、翌年に子どもを出産したときに娘に出産した子どもの世話をさせることがある。娘は母親が出産した子どもの世話をするだけでなく、母親用の食物を用意することもある。これらの行為は娘が出産して母親になったときのための子育ての訓練になっていると考えられる。

### 巣穴（セット）
巣穴は地下で複雑につながっており、出入口が複数あり、出入口は掘られた土で盛り上がっている。巣穴の規模が大きいため巣穴全体をセットと呼び、セットの出入口は多いものでは50個を超えると推測される。セットは1頭の個体のみによって作られたのではなく、その家族により何世代にもわたって作られている。春先になると新しい出入口の穴が数個増え、セット全体の出入口が増えていく。

巣穴の出入口の形態は、横に広がる楕円形をしていて、出入口は倒木や樹木の根、草むらなどで隠されている。巣穴の掘削方法は、穴の中から前足で土を押し出し、押し出したあとにはアクセストレンチと呼ばれる溝ができる。セットには崖の途中などに突然開いている裏口のような穴が存在することもある。

### 巣材
巣材として草を根から引き抜いて使用していると推測される。巣材が大雨などで濡れると、昼に穴の外に出して乾燥させて夜に穴に戻す、という話もある。

## ギャラリー

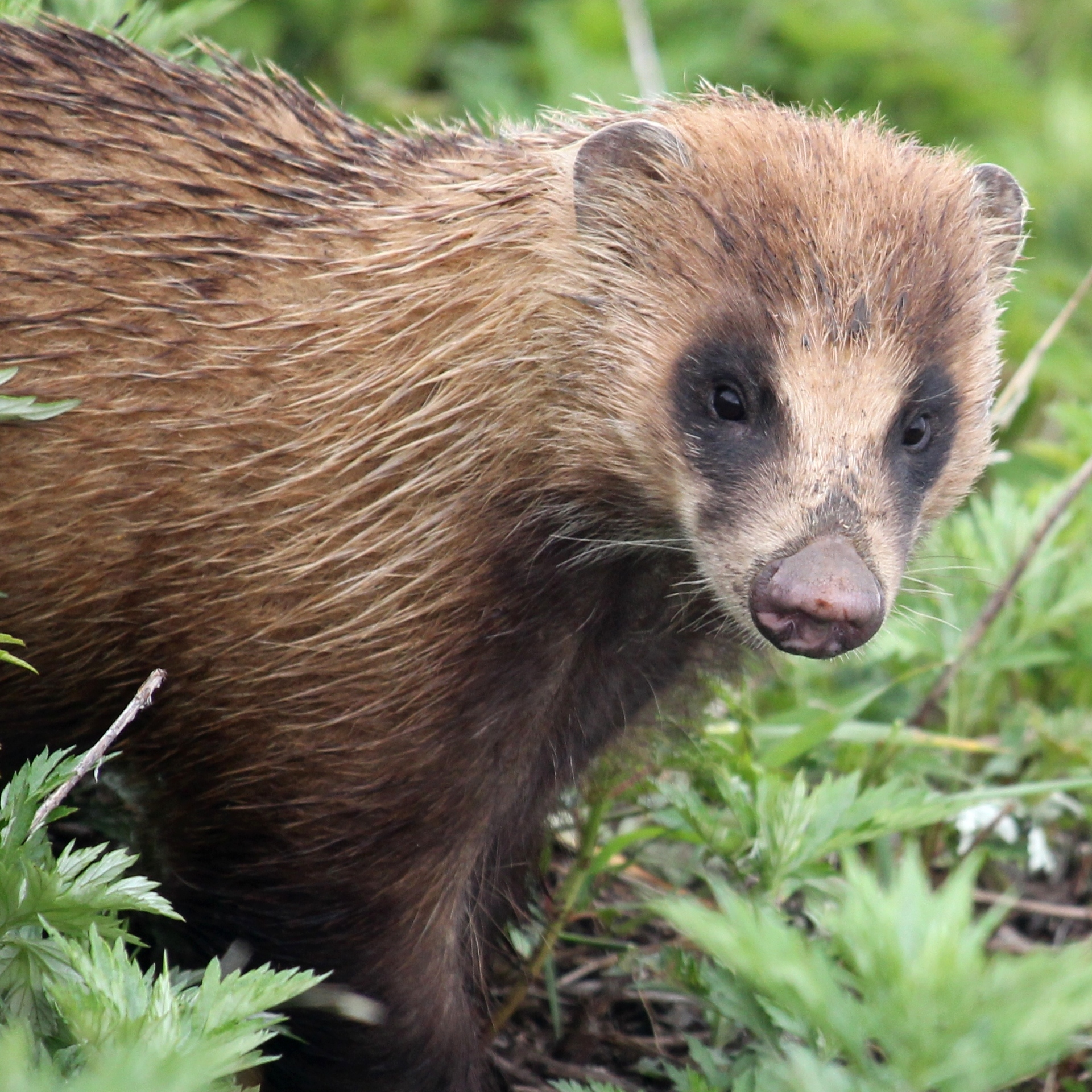
頭部の拡大写真
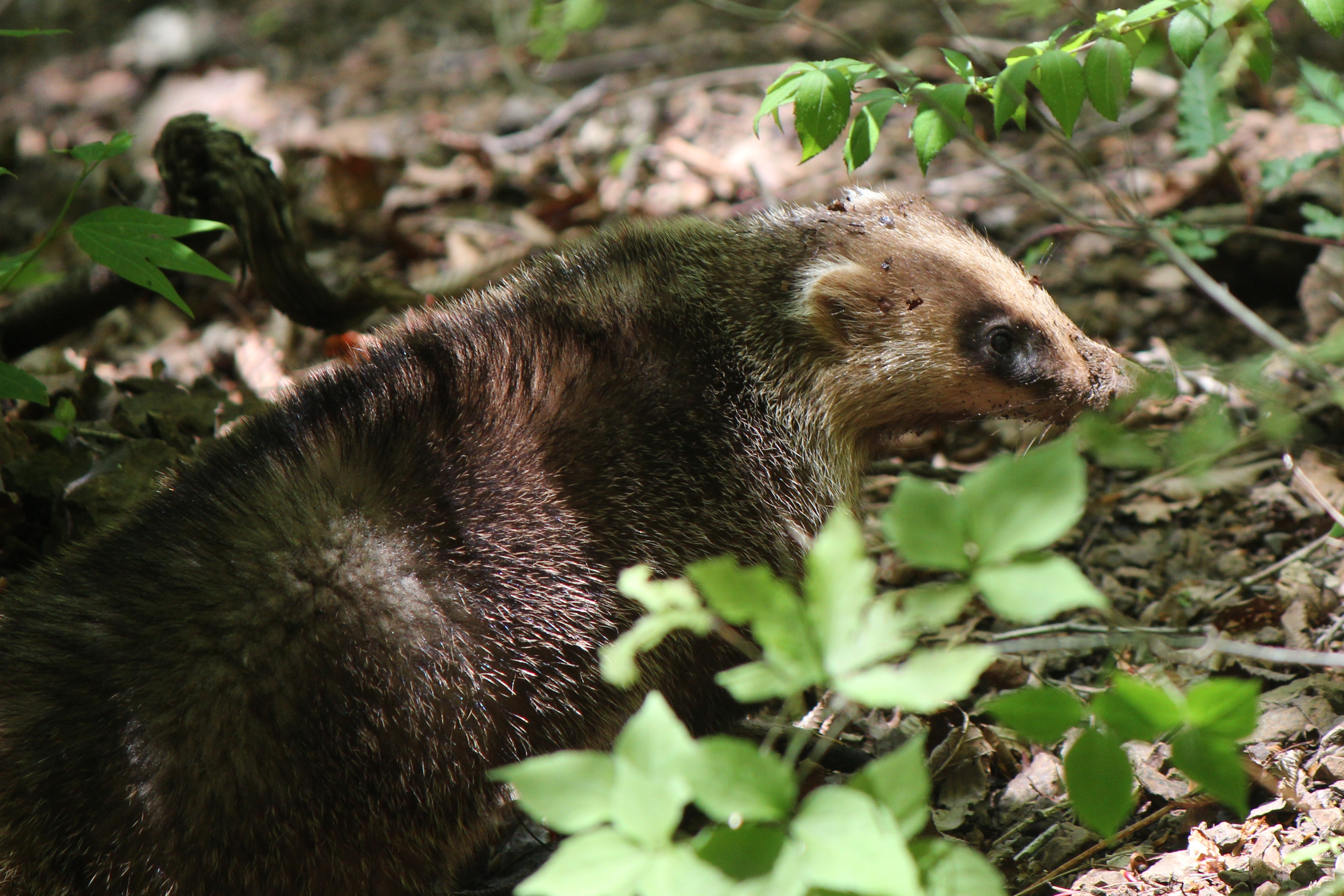
頭部に土が付着している
- 歩いているニホンアナグマ
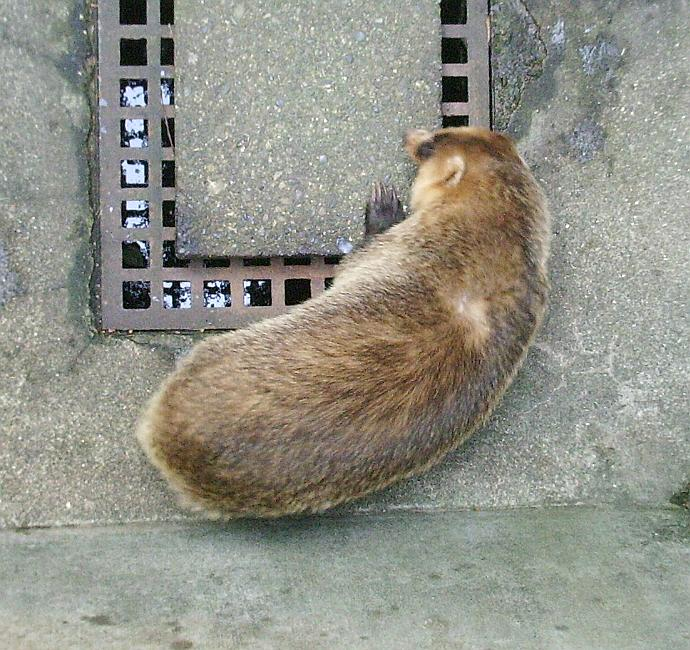
（井の頭自然文化園本園、2009年6月20日）
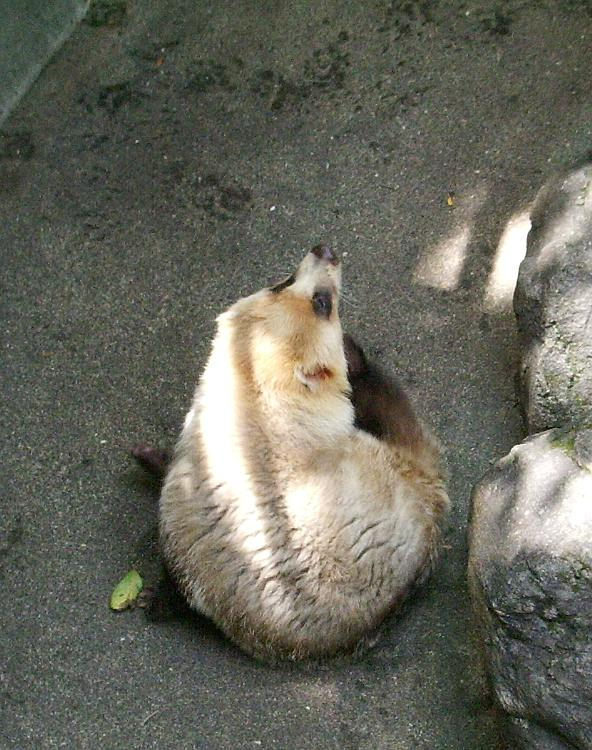
座姿（井の頭自然文化園本園、2009年6月20日）

## 人間との関係
日本では狩猟鳥獣として1970年代には年あたり7,000匹が狩猟されたこともあるが、1980代後半には年あたり2,000匹以下に減少している。丘陵地の果樹園の周辺などではタヌキやハクビシン用の罠で混獲されることもある。
農地開発による生息地の破壊、人為的に移入されたアライグマとの競合などにより生息数は減少している。
肉の味については佐藤垢石はエッセイ「香熊」において、ビーバーに似ていると記述している。

### 文化
『かちかち山』のタヌキ昔話の『かちかち山』には、タヌキが老婆を殺して「婆汁」にして食べてしまういささか残酷な描写がある。（近年ではこの部分はカットされたり、マイルドな表現に変えられたりしている）だが、かつての日本では死者の埋葬方法として土葬が一般的に行われており、本種が墓を掘り返して食べていた、という話が残っていることから、『かちかち山』のタヌキは本種だったのではないか、という説もある。
同じ穴の貉
タヌキと本種は混同されることがある（例えばたぬき・むじな事件）が、その理由の一つとして、同じ巣穴に住んでいる、ということがあるのではないかと推察される。本種は大規模な巣穴を全部使用しているのではなく、使用していない部分をタヌキが使用することもある。
昔の猟師は本種の巣穴の出入口を1ヶ所だけ開けておき、残りのすべての出入口をふさぎ、煙で燻して本種が外に出てくるところを待ち伏せして銃で狩猟した。そのときに本種の巣穴の一部を利用していたタヌキも出てきたことも考えられ、このことがタヌキと本種を混同する原因の一つになったと思われる。